# ذراع المدرسة

تعديل مصدري - تعديل

ذراع المدرسة هي إحدى قرى عزلة سباح بمديرية سباح التابعة لمحافظة أبين، بلغ تعداد سكانها 55 نسمة حسب تعداد اليمن لعام 2004.